# Camecèfal
És camecèfal (del grec chamay, terra, i kephalé, cap) el crani del qual l'índex vertico-transversal és inferior de 92 i l'índex vertico-longitudinal més petit de 72, respectivament. L'índex vertico-longitudinal es mesura creuant una línia des de la part superior dreta del crani, mirant frontalment, fins a la part inferior esquerra (o des de la part superior esquerra fins a la part inferior dreta). L'índex vèrtex¬transversal es mesura creuant una línia des de la part superior esquerra del crani a la part inferior dreta o des de la part superior dreta fins a la part inferior esquerra, mirant-lo lateralment.
Terme derivat: Camecefàlia